# Lussemburgo ai Giochi della XXIX Olimpiade
Il Lussemburgo ha partecipato ai Giochi della XXIX Olimpiade di Pechino, svoltisi dall'8 al 24 agosto 2008, con una delegazione di 13 atleti.

## Ciclismo

### Su strada
| Gara                    | Atleta        | Tempo     | Posizione |
| ----------------------- | ------------- | --------- | --------- |
| Corsa in linea maschile | Kim Kirchen   | 6h 26'40" | 46        |
| Corsa in linea maschile | Andy Schleck  | 6h 23'49" | 5         |
| Corsa in linea maschile | Fränk Schleck | 6h 26'27" | 43        |
| Cronometro maschile     | Kim Kirchen   | 1h 06'29" | 23        |

## Ginnastica

### Ginnastica artistica
| Gara                    | Atleta        | Volteggio | Corpo libero | Cavallo con maniglie | Anelli | Parallele | Sbarra | Trave | Totale | Posizione | Finali  |
| ----------------------- | ------------- | --------- | ------------ | -------------------- | ------ | --------- | ------ | ----- | ------ | --------- | ------- |
| Qualificazioni maschili | Sascha Palgen | -         | 15,200       | 13,000               | 14,325 | 14,225    | 13,600 |       | 70,350 | 37        | nessuna |

## Judo
| Gara  | Atleta       | Tabellone principale              | Tabellone principale | Tabellone principale | Tabellone principale | Tabellone principale | Ripescaggi                                | Ripescaggi                             | Ripescaggi | Ripescaggi |
| Gara  | Atleta       | Sedicesimi                        | Ottavi               | Quarti               | Semifinali           | Finale               | 1º turno                                  | Quarti                                 | Semifinali | Finale     |
| ----- | ------------ | --------------------------------- | -------------------- | -------------------- | -------------------- | -------------------- | ----------------------------------------- | -------------------------------------- | ---------- | ---------- |
| 52 kg | Marie Muller | Soraya Haddad (Algeria) 0000-0211 |                      |                      |                      |                      | Hortance Diedhiou (Stati Uniti) 1001-0001 | Kim Kyung-Ok (Corea del Sud) 0001-0010 |            |            |

## Nuoto
| Gara                         | Atleta              | Batterie | Batterie | Semifinali | Semifinali | Finale | Finale |
| Gara                         | Atleta              | Tempo    | Pos.     | Tempo      | Pos.       | Tempo  | Pos.   |
| ---------------------------- | ------------------- | -------- | -------- | ---------- | ---------- | ------ | ------ |
| 200 m stile libero maschili  | Raphael Stacchiotti | 1'42"01  | 49       |            |            |        |        |
| 100 m rana maschili          | Alwin de Prins      | 1'03"64  | 51       |            |            |        |        |
| 200 m rana maschili          | Laurent Carnol      | 2'15"87  | 40       |            |            |        |        |
| 200 m stile libero femminili | Christine Malliet   | 2'02"91  | 39       |            |            |        |        |

## Tennis tavolo
| Gara              | Atleta      | Preliminari | Turno 1 | Turno 2                                                         | Turno 3                                                  | Turno 4 | Quarti | Semifinali | Finale |
| ----------------- | ----------- | ----------- | ------- | --------------------------------------------------------------- | -------------------------------------------------------- | ------- | ------ | ---------- | ------ |
| Singolo femminile | Ni Xia Lian | bye         | bye     | Huang I-Hwa (Taipei cinese) 4-1 (11-6, 5-11, 11-4, 13-11, 11-7) | Li Jiao (Paesi Bassi) 1-4 (11-6, 8-11, 9-11, 8-11, 8-11) |         |        |            |        |

## Triathlon
| Gara           | Atleta      | Nuoto  | Ciclismo  | Corsa  | Tempo totale | Posizione |
| -------------- | ----------- | ------ | --------- | ------ | ------------ | --------- |
| Gara maschile  | Dirk Bockel | 18'26" | 57'52"    | 34'19" | 1h 51'31"01  | 25        |
| Gara femminile | Liz May     | 20'26" | 1h 05'56" | 40'30" | 2h 07'55"58  | 41        |

## Vela
| Gara           | Atleta      | Regata | Regata | Regata | Regata | Regata | Regata | Regata | Regata | Regata | Regata     | Regata | Punteggio | Pos. |
| Gara           | Atleta      | 1      | 2      | 3      | 4      | 5      | 6      | 7      | 8      | 9      | 10         | M      | Punteggio | Pos. |
| -------------- | ----------- | ------ | ------ | ------ | ------ | ------ | ------ | ------ | ------ | ------ | ---------- | ------ | --------- | ---- |
| Laser maschile | Marc Schmit | 30     | 39     | 25     | 35     | 30     | 35     | 41     | 40     | 33     | cancellata |        | 277       | 42   |